# 狼人 (1941年電影)

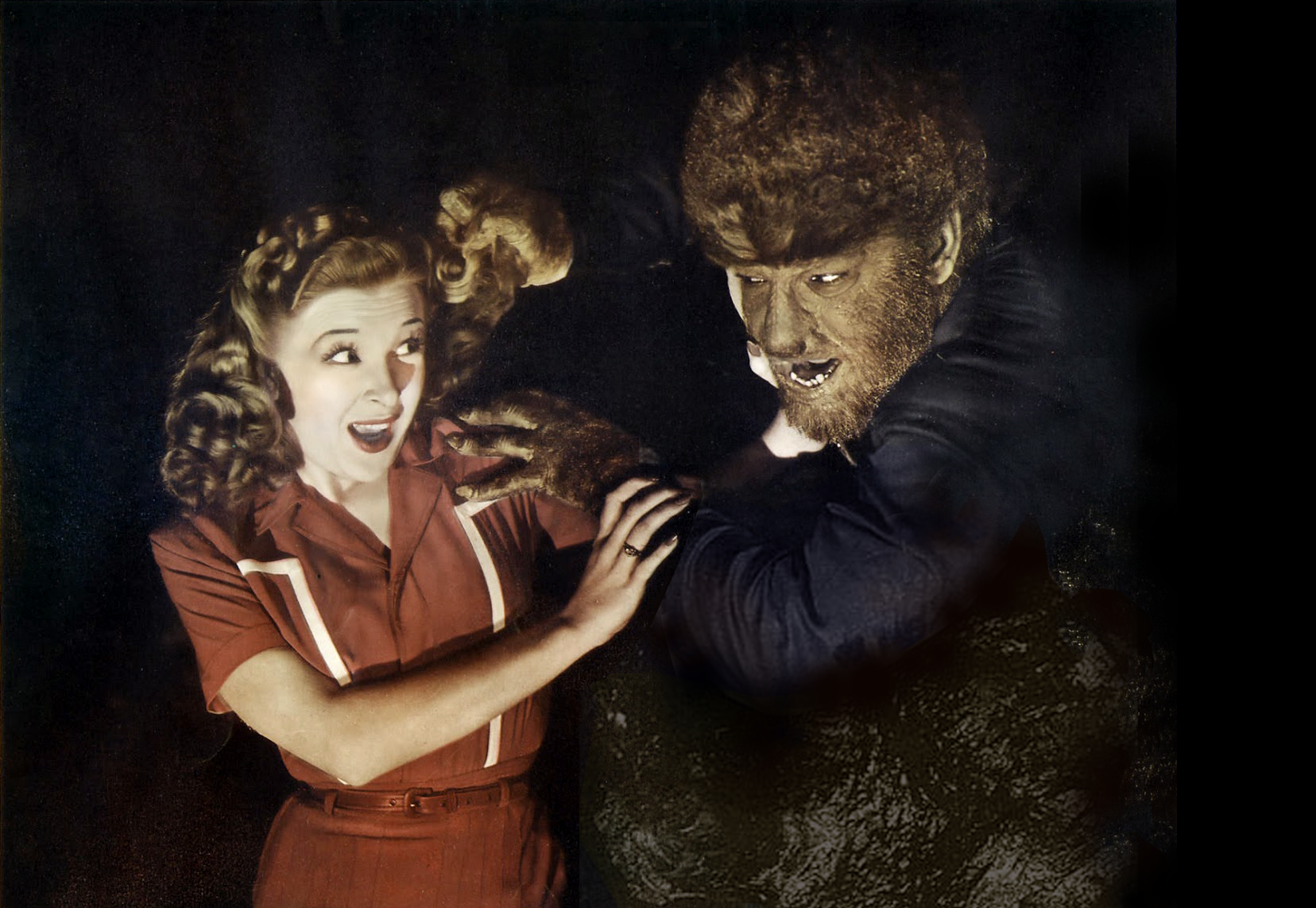
宣传照：伊芙琳·安克尔斯（Evelyn Ankers）与小朗·钱尼

《狼人》（英語：The Wolf Man）是一部1941年美国哥特式恐怖電影，由柯特·西奥德马克（Curt Siodmak）编剧，乔治·瓦格纳（George Waggner）制作并导演。影片由小朗·钱尼主演，饰演主角狼人。克勞德·雷恩斯、沃伦·威廉（Warren William）、拉尔夫·贝拉米（Ralph Bellamy）、帕特里克·诺尔斯（Patric Knowles）、贝拉·卢戈西、伊芙琳·安克尔斯（Evelyn Ankers）和玛丽亚·乌斯彭斯卡娅（Maria Ouspenskaya）在片中担任配角。该片中的主角对好莱坞对狼人传说的描绘产生了深远影响。这是环球影业制作的第二部狼人电影，六年前的《豺狼刦》（1935年）商业表现相对不佳。本片是環球怪物电影系列之一，且因其制作水准获得了极高的评价。
本片成功后，小朗·钱尼在接下来的四部续集中继续饰演“狼人”，从1943年的《科学怪人大战狼人》开始。

## 剧情
拉里·塔尔博特（Larry Talbot）回到位于威爾斯兰威利（Llanwelly）的祖宅，为了安葬最近去世的兄弟，并与疏远的父亲约翰爵士和解。拉里爱上了一位经营古董店的当地女孩格温·康利夫。为了与她搭话，他购买了一根装饰有银质狼头的手杖。格温告诉他，这代表一个狼人——在“特定时间”会变成狼的人。狼人总能在下一个受害者的手掌上看到五角星。每当提到狼人时，当地村民都会背诵一首诗。
虽然格温坚决拒绝了拉里的多次约会请求，他们还是在约定的时间见面，并与格温的朋友珍妮一起去算命。罗姆人算命师贝拉在观察珍妮的手掌时看到了一颗五角星，于是惊慌地让她离开。拉里和格温边散步边等着轮到他们，格温告诉拉里自己已订婚。他们听到珍妮的尖叫声，发现她正被一只狼袭击。拉里试图营救珍妮，用银头手杖打死了狼，但胸部被咬伤。警方调查现场时发现珍妮的喉咙被撕裂，贝拉被打死，而拉里的手杖成了谋杀贝拉的证据。由于拉里的胸部伤口奇迹般地一夜愈合，他无法证实自己与狼搏斗的说法，更加深了对他的怀疑。而拉里和格温当时并未和珍妮在一起，也引发了对不忠的猜测。尽管格温的未婚夫弗兰克相信他们的清白，拉里和格温仍成为当地的排斥对象。
贝拉的母亲玛勒娃告诉拉里，咬他的狼是贝拉变成的狼人，而他因为被咬也变成了狼人。银是唯一能杀死狼人的东西。玛勒娃给了拉里一个护身符以防止变身。拉里不确定是否相信她，反而将护身符送给格温以保护她。
正如玛勒娃警告的那样，拉里在翌夜变成了狼形的類人類，还杀死了一名村民。他第二天早上恢复人形，却对自己夜间的狂暴行为毫无记忆。当局认为这起案件是狼所为，开始布设陷阱组织狩猎队。第二晚，拉里再次变身狼人却落入陷阱，玛勒娃施法将他暂时恢复人形，让他在狩猎队到来前脱身。
确信自己是狼人后，拉里绝望之下决定离开小镇。他向格温告别时，在她的手掌上看到了五芒星。他告诉父亲自己是狼人，杀了贝拉和村民，但父亲认为拉里精神错乱，将他绑在椅子上，想证明他并非狼人。当月亮升起时，拉里再次变身，挣脱束缚攻击了格温。约翰爵士认不出狼人的真实身份是自己的儿子，于是用拉里的银头手杖将其打死。玛勒娃赶到，再次施法。约翰爵士惊恐地看到死去的狼人变回了拉里的尸体。

## 演员
- 小朗·钱尼 饰 劳伦斯·“拉里”·塔尔博特 / 狼人
- 克勞德·雷恩斯 饰 约翰爵士
- 沃伦·威廉 饰 劳埃德医生
- 拉尔夫·贝拉米 饰 保罗·蒙特福德队长（片头字幕写作蒙特福德上校）
- 帕特里克·诺尔斯 饰 弗兰克·安德鲁斯
- 贝拉·卢戈西 饰 贝拉，罗姆人算命师与狼人
- 玛丽亚·乌斯彭斯卡娅 饰 玛勒娃，罗姆人女巫
- 伊芙琳·安克尔斯 饰 格温·康利夫
- J.M. 凯里根（英语：J. M. Kerrigan） 饰 查尔斯·康利夫
- 费·赫尔姆（英语：Fay Helm） 饰 珍妮·威廉斯
- 福里斯特·哈维（英语：Forrester Harvey） 饰 特维德尔
- 多丽丝·劳埃德（英语：Doris Lloyd） 饰 威廉斯夫人，珍妮的母亲
- 哈里·斯塔布斯（英语：Harry Stubbs） 饰 诺曼牧师